# سیارک ۳۸۴۰
سیارک ۳۸۴۰ (به انگلیسی: 3840 Mimistrobell، نامگذاری:1980TN4) سه هزار و هشتصد و چهلمین سیارک کشف شده‌است که در ۹ اکتبر ۱۹۸۰ کشف شد.
قدر مطلق سیارک برابر ۱۳٫۲۰ است.